# Ramin Seyed
 (août 2021).
Ramin Seyed est un entrepreneur, ingénieur du son, coach de motivation et ancien gestionnaire financier allemand. Il est également le rédacteur en chef et le fondateur du magazine Boulewahr,.

## Biographie
Seyed a suivi des études de gestion d’entreprise et la gestion des médias et de la communication à l’université de Hambourg, ainsi qu’une formation d’ingénieur du son à la SAE Institute de Hambourg. En 1998, il a cofondé l’agence événementielle Eventloge avec Garen Mehrabian,. De 2003 à 2007, Seyed a été le directeur général de Dubai Media City MMG (Magnet Media Group). En 2012, il a fondé l’entreprise de médias Babylon World GmbH, qui organise des productions vidéo et audio ainsi que des concerts et des événements. Seyed a été à l’initiative des German Boxing Awards en 2017, au cours desquels le prix symbolique Herqul est décerné,. En 2019, il a fondé le magazine people Boulewahr,.